# Гроспесна
Гроспесна (њем. Großpösna) општина је у њемачкој савезној држави Саксонија. Једно је од 41 општинског средишта округа Лајпциг. Према процјени из 2010. у општини је живјело 5.474 становника. Посједује регионалну шифру (AGS) 14729190.

## Географски и демографски подаци
Гроспесна се налази у савезној држави Саксонија у округу Лајпциг. Општина се налази на надморској висини од 150 метара. Површина општине износи 41,4 km². У самом мјесту је, према процјени из 2010. године, живјело 5.474 становника. Просјечна густина становништва износи 132 становника/km².